# Joseph Stapf (Bildhauer)

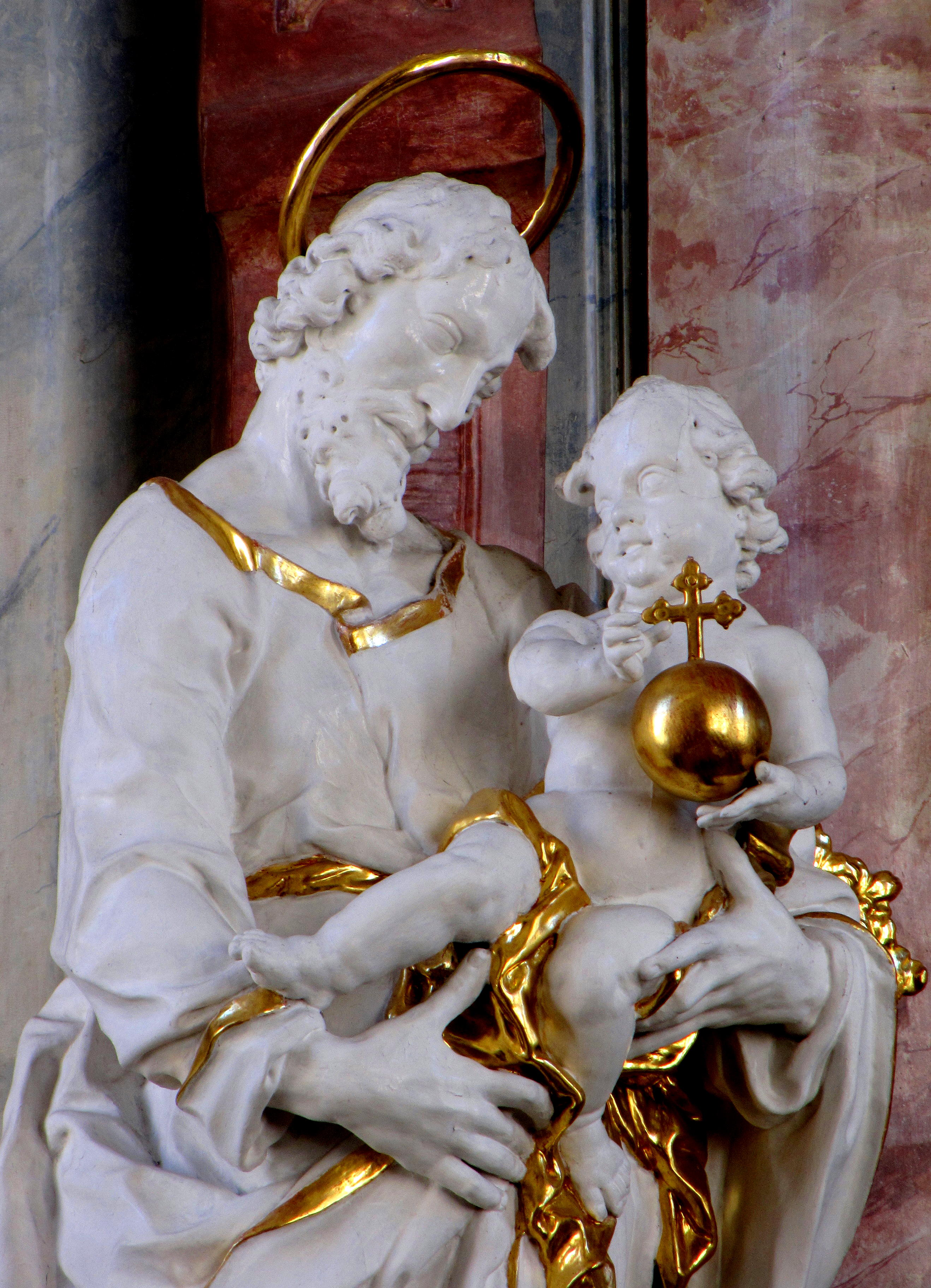
Hl. Joseph am Hochaltar in der Pfarrkirche Munderkingen

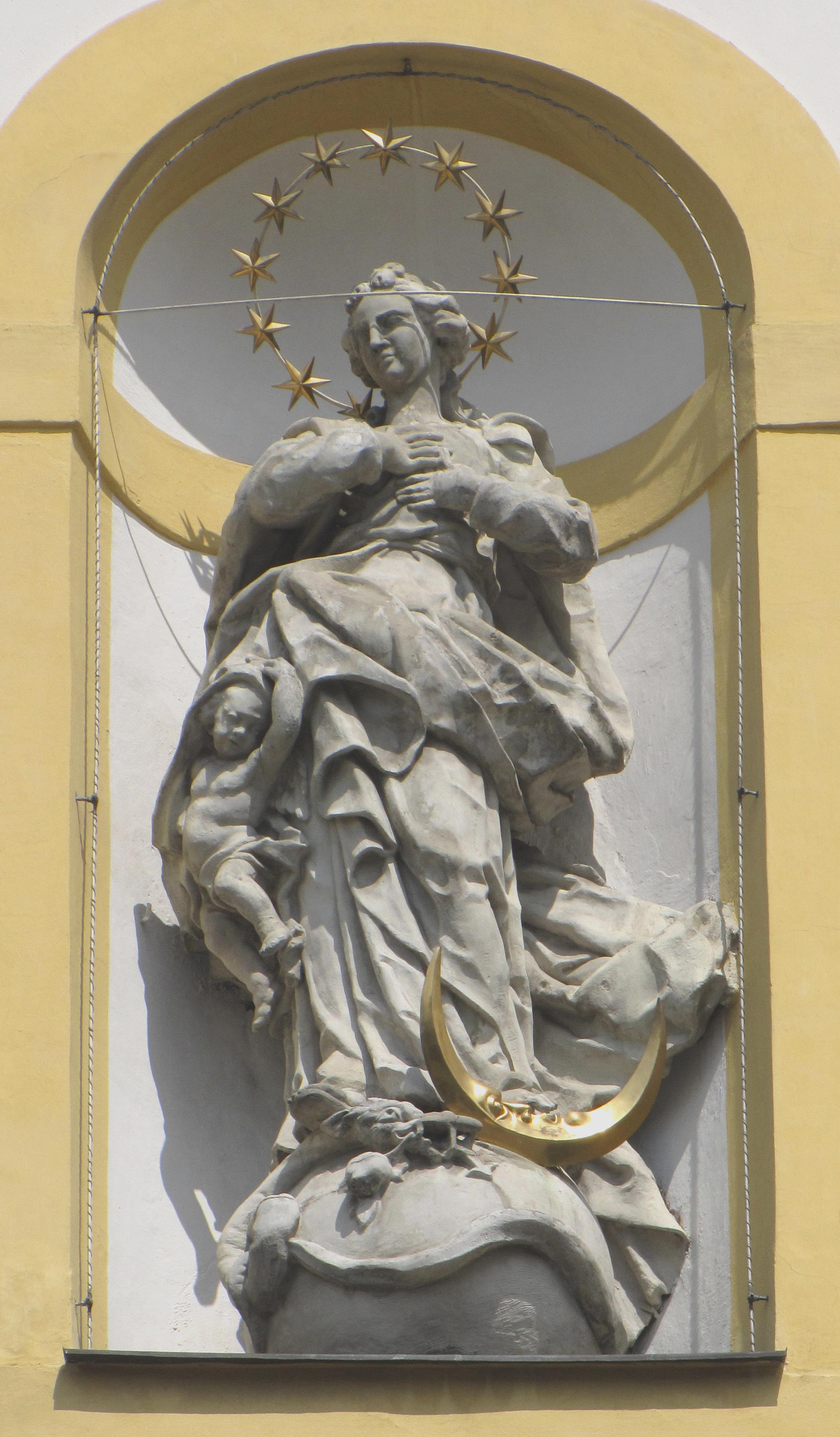
Maria Immakulata an der Fassade der Basilika in Wilten

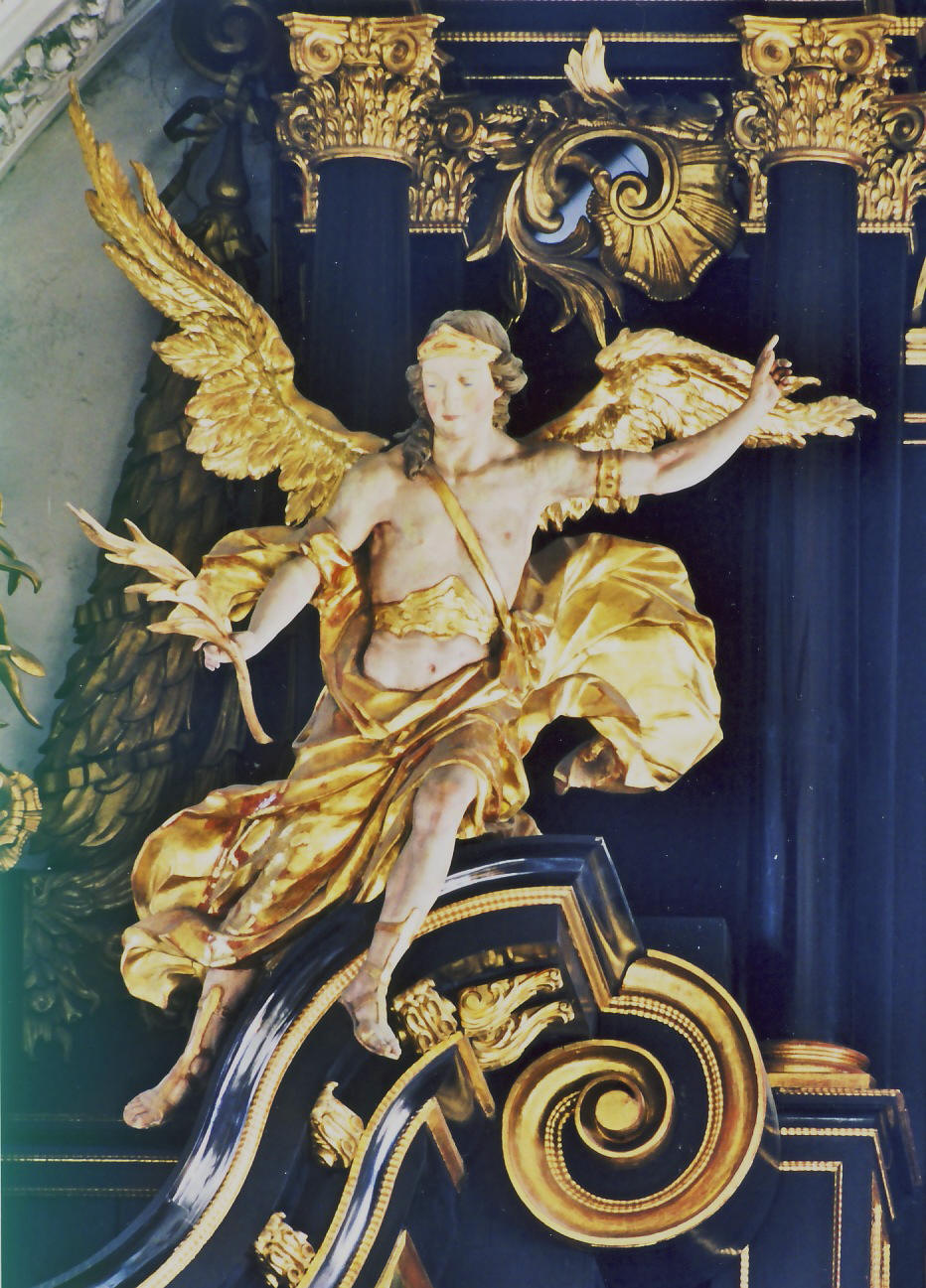
Engel am Choraltar der Stiftskirche in Wilten

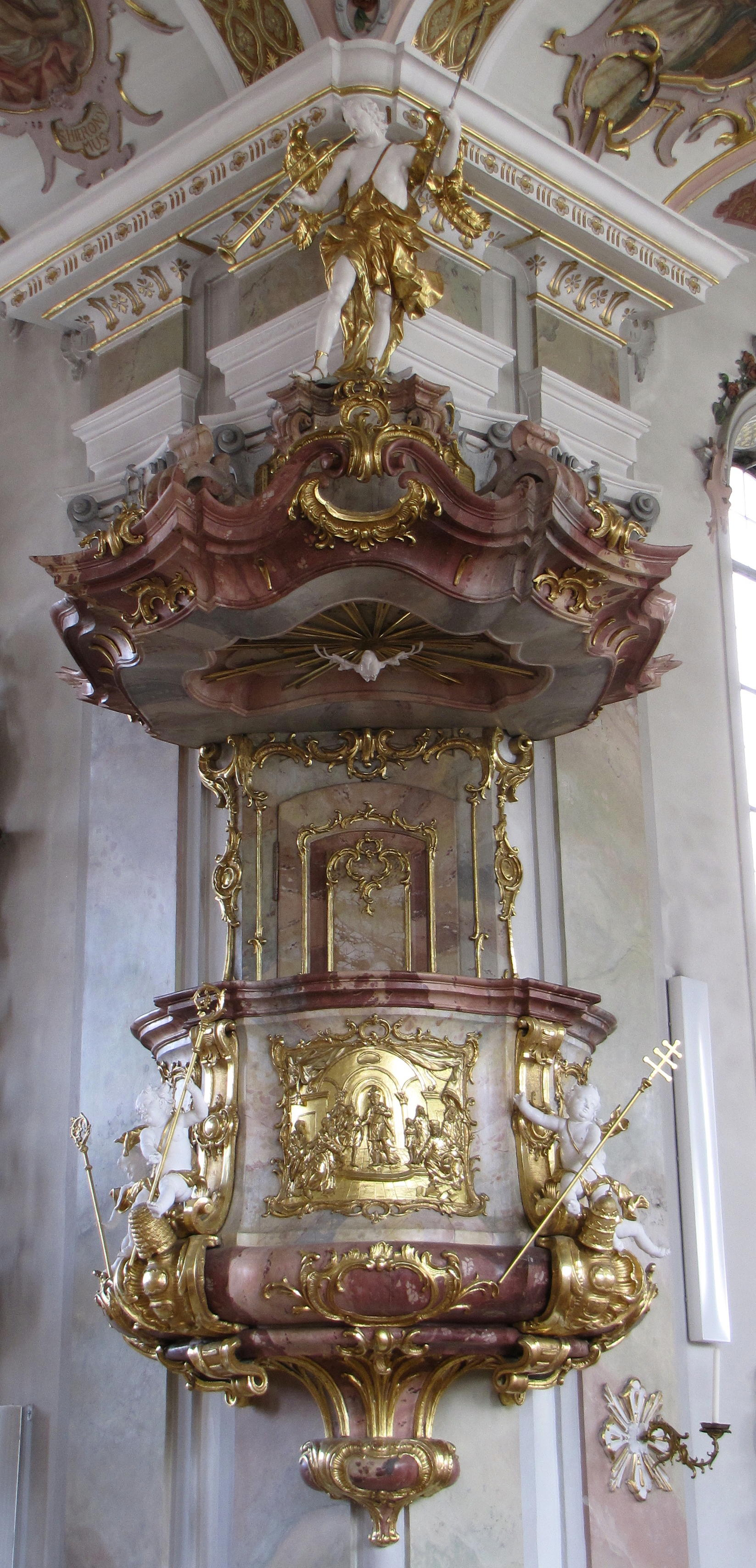
Kanzel in der Pfarrkirche Wiggensbach

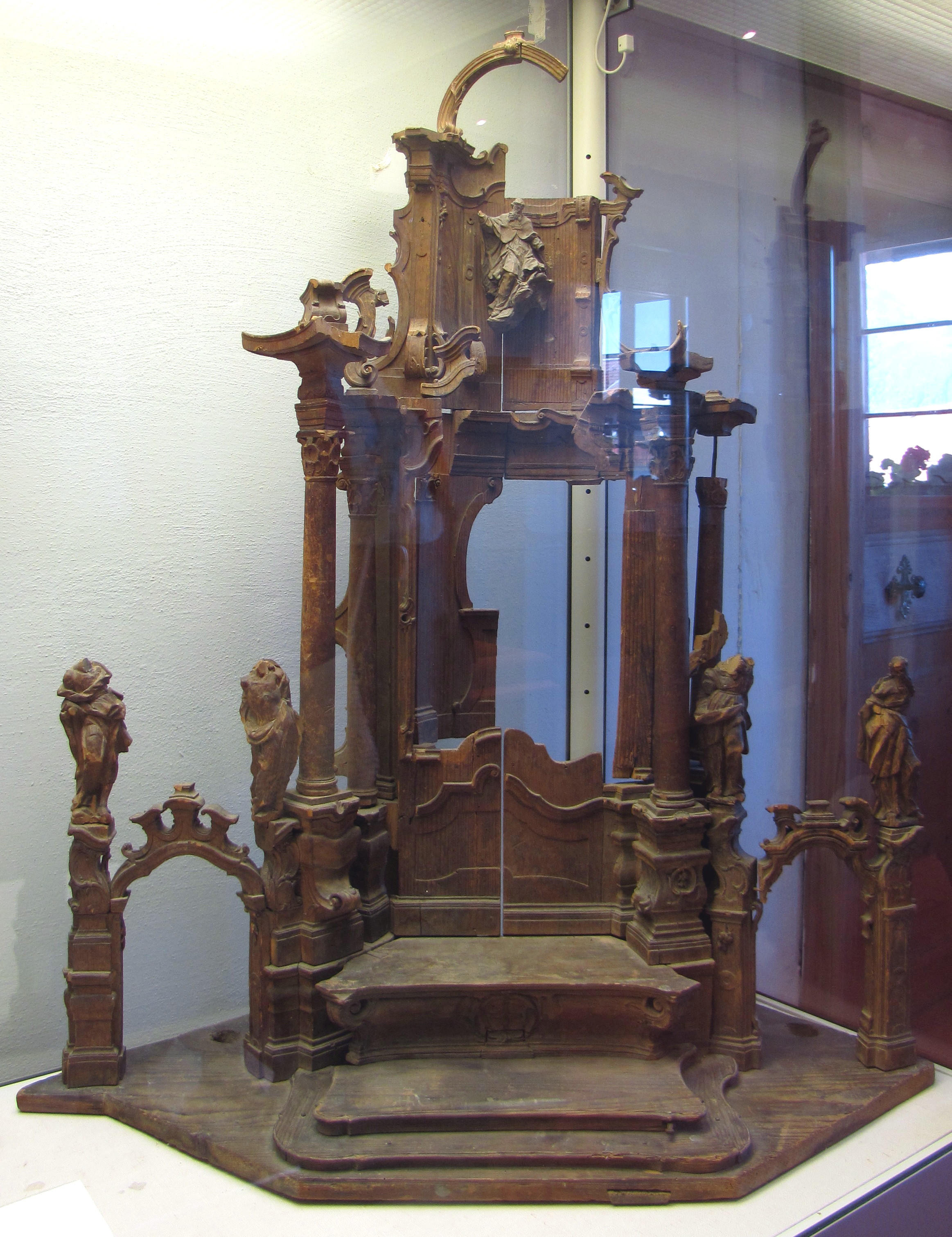
Altarmodell im Heimathaus Pfronten

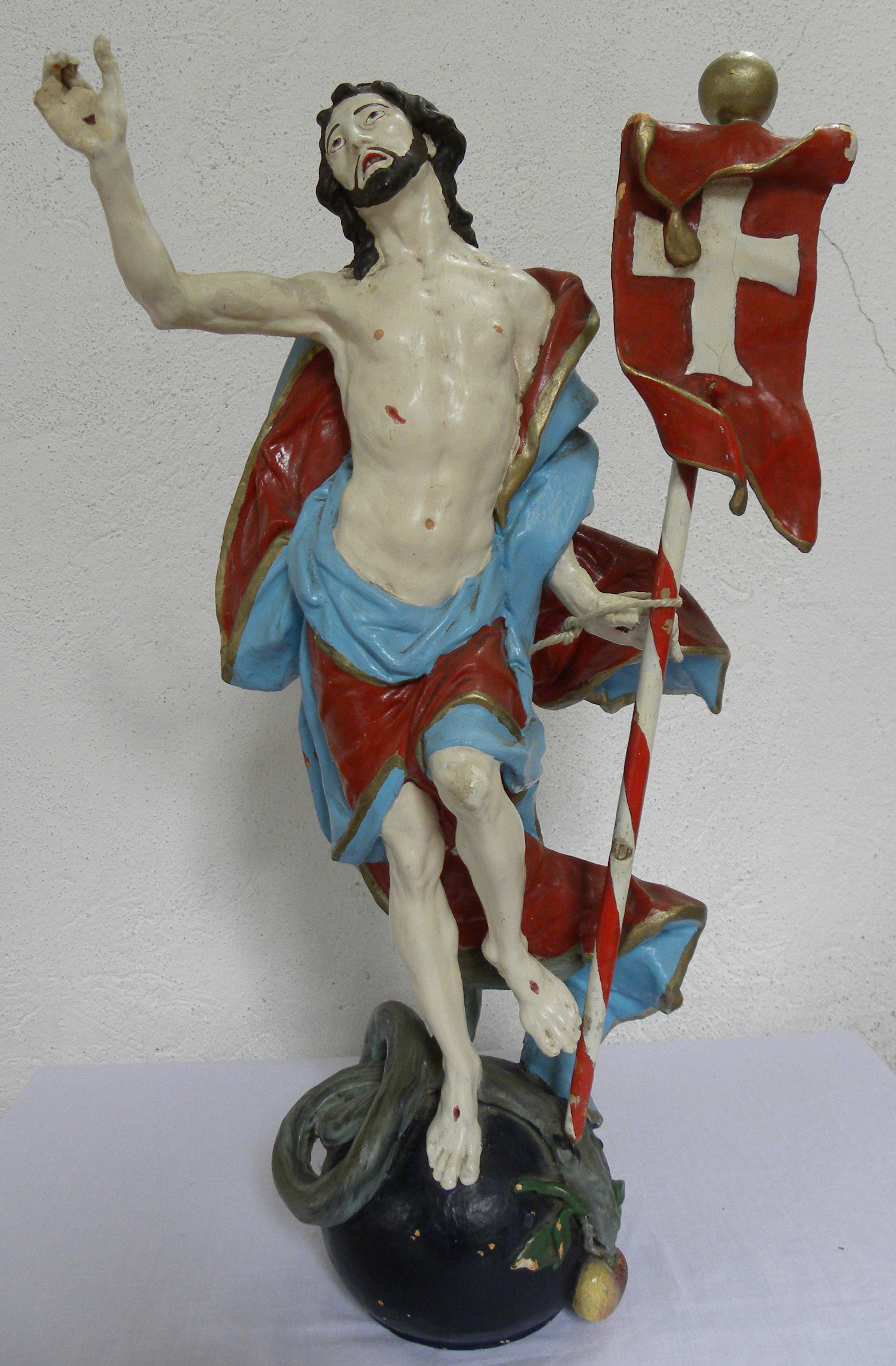
Auferstandener Christus in der Pfarrkirche Hinterhornbach

Joseph Stapf (* 12. August 1711 in Pfronten-Dorf; † 26. November 1785 ebenda) war ein süddeutscher Bildhauer und Bausachverständiger. Er entstammte einer „zentralen Pfrontener Künstlerfamilie“, die in drei Generationen fünf Maler und drei Bildhauer hervorbrachte. Verwandtschaft bestand auch zu den ebenfalls künstlerisch tätigen Familien der Hitzelberger und Geisenhof.

## Leben
Joseph Stapf war ein Enkel des Baders und Chirurgen Nikolaus Stapf und der jüngste Sohn des früh verstorbenen Michael Stapf († 1712) und dessen Ehefrau Ursula Wetzer. Wie schon sein zehn Jahre älterer Bruder Mang Anton Stapf absolvierte Joseph eine Bildhauerlehre bei Christoph Bammer in Augsburg, und zwar von 1726 bis 1729. 

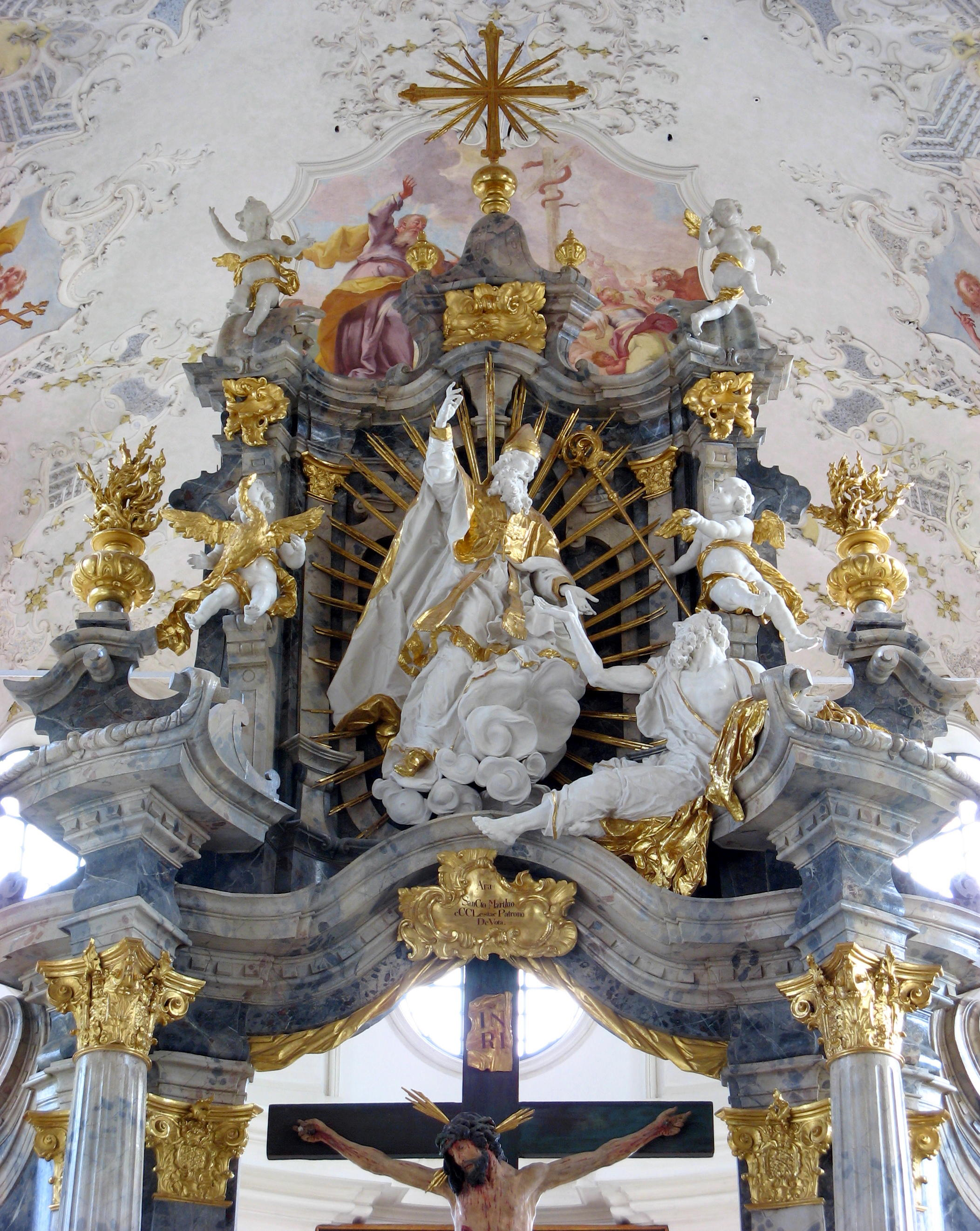
Auszug des Hochaltars der Pfarrkirche St. Martin in Marktoberdorf

 Über seine Gesellenzeit gibt es keinerlei Nachrichten. Rund zwei Jahrzehnte lang war der Pfrontener Bildhauer im benachbarten Tirol und sogar in Südtirol tätig, meist als Mitarbeiter und Berater des „Priesterarchitekten“ Franz de Paula Penz.
1743 erwarb Joseph von seinem Bruder Mang Anton das Elternhaus. Weil er keine Nachkommen hatte, verkaufte er es 1765 an einen Schwager, behielt aber das Wohnrecht im Haus für sich allein. Im Gegensatz zu den meisten Bildhauern seiner Zeit war Joseph Stapf finanziell sehr gut gestellt; er konnte Geld verleihen und mit Grundstücken Handel treiben. Erst 1772, im Seniorenalter von 61 Jahren, heiratete er. Am 25. November 1785, einen Tag vor seinem Tod, änderte Joseph Stapf noch einmal sein Testament zugunsten der Heimatkirche seiner Frau, St. Martin in Pfronten-Kappel. Zuvor schon hatte er diese Kirche zum Selbstkostenpreis mit Altären ausgestattet.

## Werk

### Bildhauer
Das bildhauerische Werk von Joseph Stapf konnte bislang nur unvollständig erfasst werden. Zwei Gründe seien dafür genannt: Wohl wegen desselben Lehrmeisters lassen sich die Arbeiten der Brüder Stapf und ihres Cousins Maximilian Hitzelberger in manchen Fällen nur sehr schwer unterscheiden. Allem Anschein nach führten die beiden Stapf-Brüder sogar längere Zeit in Pfronten eine gemeinsame Werkstatt. Außerdem sind die Tiroler Arbeiten von Joseph Stapf weit verstreut, teilweise nicht mehr erhalten und auch noch nicht gründlich genug erforscht.
Bemerkenswert ist, dass Joseph Stapf – wie auch sein Bruder Mang Anton – ebenso gut in Holz wie auch in Stein arbeitete: „Er führte das Schnitzmesser durch Lindenholz wie durch weiches Wachs.“ Für seine Meisterschaft in der Bearbeitung von Marmor sprechen z. B. mehrere Figuren in der Wiltener Basilika.

### Altarbauer
Joseph Stapf hat nachweislich mehrere prachtvolle Altäre und Kanzeln geplant. Die reinen Kistlerarbeiten überließ er wohl jeweils einem entsprechenden Kunsthandwerker, während er selbst meistens, aber nicht immer, die Bildhauerarbeiten ausführte.

### Bausachverständiger
Wo und wie sich Joseph Stapf sein architektonisches Wissen aneignete, ist nicht bekannt. Dass er jedoch auch als Architekt zu hervorragenden Leistungen fähig war, beweist die Basilika in Innsbruck-Wilten, deren Planzeichnungen er fertigte. Stilistisch ist Stapf der sog. „Füssener Schule“ Johann Jakob Herkomers zuzuordnen.
Joseph Stapfs Rolle als Berater und Begleiter des geistlichen Architekten Franz de Paula Penz wechselte wohl von Fall zu Fall und lässt sich im Nachhinein kaum noch in allen Einzelheiten ermitteln.

## Werkverzeichnis
Das Werkverzeichnis ist aus den bereits genannten Gründen lückenhaft.
- 1736: Obermarchtal, ehem. Prämonstratenser-Abteikirche St. Peter und Paul: Mitarbeit an drei Nebenaltären[3]
- 1738: Munderkingen, Pfarrkirche St. Dionysius: Hochaltarplastik (Zuschreibung)
- um 1740: Ehrwald (Tirol), Pfarrkirche zu Unserer Lieben Frau Maria Heimsuchung: Bildhauerarbeiten (Zuschreibung)
- um 1740: Reutte (Tirol), Kapelle Christus am Stein bei der Ehrenberger Klause: Fall Christi unter dem Kreuz (bemerkenswerte Figur, Zuschreibung)
- 1742: Pfronten-Ösch,  Kapelle St. Coloman: Altar (zwar archivalisch, aber nicht erhalten)
- vor 1743: Berwang (Tirol), Pfarrkirche zum Apostel Jakobus: Unbekannte Arbeiten größeren Umfangs (100 Gulden, archivalisch)
- um 1743: Pinswang (Tirol), Pfarrkirche zum Hl. Ulrich: Rokoko-Ausstattung, nur zum Teil erhalten[4]
- um 1743 (?): Pfronten, ehem. „Stapfhaus“: Hausfigur des Hl. Josef und drei Türen (Zuschreibung)
- um 1745: Dösingen, Kapelle St. Antonius: Hochaltarentwurf, Hochaltarplastik, Einzelfiguren (Zuschreibungen)
- 1745/46: Speiden, Wallfahrtskirche Maria Hilf: Kanzel (Zuschreibung, unsicher)
- 1745/47: Marktoberdorf, Pfarrkirche St. Martin: prächtiger Choraltar (Entwurf und Altarplastik)
- vor 1749. Burggen, ehem. Wallfahrtskirche St. Anna: Seitenaltarentwürfe, Seitenaltarplastik (Zuschreibungen)
- 1746/47: Fulpmes (Tirol): Pfarrkirche zum Hl. Veit: Bauplan (?), Altarentwürfe (?),  Hochaltarfiguren (zum Teil urkundlich)
- 1746/47: Medraz (Tirol), Filialkirche St. Margaretha: Pläne (?), Engel am Tabernakel, Christusfigur (Zuschreibungen)
- 1748/49 (?): Schönberg im Stubaital (Tirol), Pfarrkirche zum Hl. Kreuz: Hochaltarentwurf und Hochaltarplastik (beides jedoch fraglich!)
- um 1750 (?): Weer (Tirol), Pfarrkirche zum Hl. Gallus: Kanzel (Zuschreibung)
- 1750/51: Gossensaß (Südtirol): Pfarrkirche Maria Unbefleckte Empfängnis: Hochaltarentwurf (Zuschreibung), Hochaltarfiguren urkundlich
- um 1750/60 (?): Pfronten-Heitlern: Seitenaltarentwürfe (Zuschreibung)
- 1751 bis 1755: Innsbruck-Wilten, Pfarrkirche und Basilika zur Unbefleckten Empfängnis Mariä (bedeutendster sakraler Rokokobau Nordtirols): Baupläne und Modelle, Entwurf des Hochaltars, prächtige Kanzel, Marmorstatuen (teils urkundlich, teils zugeschrieben)
- 1752/53: Brixen (Südtirol), Domkirche Mariä Himmelfahrt: Chororatorien, Putten an der Orgelbrüstung, Entwürfe für Kanzel, Chor- und Kirchenstühle
- 1753/54: Anras (Osttirol), Pfarrkirche zum Hl. Stephanus: gesamte Kircheneinrichtung (!)
- 1754/56. Telfes im Stubai (Tirol), Pfarrkirche zum Hl. Pankratius: Kruzifix und zwei Schächer (Zuschreibung)
- um 1757/60: Tannheim-Berg (Tirol), Kapelle zum Hl. Sebastian: Choraltar (Zuschreibung)
- um 1757/60: Pfronten-Steinach, Filialkirche St. Michael: Hochaltarentwurf (Zuschreibung)
- um 1760 (?): Lienz (Osttirol), Kirche zum Hl. Josef: Marienstatue (Zuschreibung)
- 1760/61: Sachsenried, Pfarrkirche St. Martin: Figur zum bereits bestehenden Hochaltar (Zuschreibung)
- 1763/64: Steinach am Brenner (Tirol), Pfarrkirche zum Hl. Erasmus: Hochaltarentwurf (?)
- 1764/67: Füssen, Franziskanerkirche St. Stephan: Altarentwürfe (Zuschreibung)
- 1765: Pfarrkirche Hinterhornbach: Auferstandener Christus
- 1767/68: Innsbruck-Wilten (Tirol), Prämonstratenser-Chorherrenstift: Stiftskirche zum Hl. Laurentius: prunkvolle Rokokokanzel, Figuren für den Hochaltar und die Seitenaltäre, Zierrat (nur zum Teil urkundlich)
- 1769/70:  Innsbruck-Mentlberg (Tirol), Wallfahrtskirche „Maria auf der Gallwies“ zur Schmerzhaften Muttergottes: Planung (?), Hochaltar und Kanzel (Zuschreibung)
- 1772: Wiggensbach, Pfarrkirche St. Pankratius: Kanzel- und Hochaltarentwurf, prächtige Kanzel (Zuschreibungen)
- um 1775: Elbigenalp (Tirol), Pfarrkirche zum Hl. Nikolaus: Planungen (?), Altarentwürfe, Figuren (Zuschreibungen)
- 1776/78/80: Pfronten-Kappel, St. Martin (Pfronten): Altarentwürfe, Tabernakel, sämtliche Figuren (archivalisch, nur zum Teil erhalten)
- 1778: Pfronten-Heitlern, Filialkirche St. Leonhard: Kanzel (ehem. in Pfronten-Kappel)
- vor 1780: Pfronten-Berg, Pfarrkirche St. Nikolaus: Entwurf des Choraltars (Holzmodell)
- 1781 (?): Bernbeuren-Auerberg, Filialkirche St. Georg: Hochaltarentwurf (Zuschreibung)
- 1783: Reicholzried, Pfarrkirche St. Georg und Florian: Altarentwürfe (?)